# LIVEhouse.in
LIVEhouse.in，是由愛卡拉共同創辦人程世嘉創辦的網路直播平台，2019年4月停止服務。

## 歷史
LIVEhouse.in的服務提供公司為愛卡拉。2013年，愛卡拉推出LIVEhouse.in。2014年，LIVEhouse.in正式上線。
2015年，LIVEhouse.in會員影音收看時間正式突破1億分鐘，直播頻道已經突破10,000個。
2018年，LIVEhouse.in不再提供非合作使用者直播，並轉型行銷整合。2019年4月，LIVEhouse.in終止服務，併入愛卡拉的網紅行銷服務網紅雷達（KOL Radar）。

## 原創節目
- 《航航出狀元》：主持人張嘉航
- 《電玩出奇彈》：主持人老皮